# Mohamed Mesbahi
Mohamed Mesbahi (en arabe : محمد•مصباحي), né le 29 avril 1969 à Casablanca, est un boxeur marocain.

## Carrière
Mohamed Mesbahi dispute les Jeux olympiques de 1992 à Barcelone dans la catégorie des poids super-welters, où il est éliminé dès le premier tour par le Seychellois Rival Cadeau.
Aux Championnats d'Afrique de boxe amateur 1994 à Johannesbourg, Mohamed Mesbahi remporte la médaille d'or dans la catégorie des poids moyens, s'imposant en finale face à l'Algérien Mohamed Bahari.
Il remporte ensuite la médaille de bronze dans la catégorie des poids moyens aux Championnats du monde de boxe amateur 1995 à Berlin.
Il dispute les Jeux olympiques de 1996 à Atlanta dans la catégorie des poids moyens, où il s'incline dès le premier tour face au Polonais Tomasz Borowski (en).
Aux Jeux olympiques de 2000 à Sydney, il est éliminé au deuxième tour dans la catégorie des poids moyens par l'Ukrainien Oleksandr Zubrihin (en).